# Wangjiacha
Wangjiacha (kinesiska: 王家岔, 王家岔乡) är en socken i Kina. Den ligger i provinsen Shanxi, i den norra delen av landet, omkring 110 kilometer nordväst om provinshuvudstaden Taiyuan. Antalet invånare är 1 900. Befolkningen består av 826 kvinnor och 1 074 män. Barn under 15 år utgör 12,0 %, vuxna 15-64 år 76 %, och äldre över 65 år 10,0 %.
Genomsnittlig årsnederbörd är 693 millimeter. Den regnigaste månaden är juli, med i genomsnitt 216 mm nederbörd, och den torraste är januari, med 3 mm nederbörd.